# Kemant
Die Kemant (oder Qimant, amharisch ክማንት/ቅማንት) sind eine kleine ethnische Gruppe in Äthiopien, welche trotz ihrer engen geschichtlichen und ethnischen Nähe nicht mit den Beta Israel identisch sind. 
Gemäß der Volkszählung von 1994 zählt die Gruppe etwa 170.000 Mitglieder. Es gibt jedoch lediglich 1625 Menschen, die noch die Sprache Qimant sprechen. Da die meisten Kinder heute Amharisch lernen, ist die ursprüngliche Sprache vom Aussterben bedroht. Ebenso hat durch die Konversion zum Christentum die Bindung an traditionelle Religionen erheblich nachgelassen. Die Konvertiten betrachten sich selbst als neue Amharen – und sehen dies als erstrebenswertes Ziel.
Die Kemant leben entlang einer Linie von Chilga nach Karkar, nordwestlich des Tanasees. Die noch vorhandenen Muttersprachler des Qimant leben in der Nähe von Aykel, etwa 64 km westlich von Gonder. Sie sind hauptsächlich Bauern.

## Religion
Die Religion der Kemant gilt als Vereinigung von Elementen des Judentums und ethnischer Religionen. Eine 2003 veröffentlichte soziolinguistische Studie kommt jedoch zu dem Schluss, dass die Religion der Kemant im Aussterben begriffen ist, da nur noch sehr wenige Menschen daran festhalten. Nur noch ein Prozent der Kemant folgt demnach der traditionellen Religion. Der oberste religiöse Führer unter den Kemant ist der Hohepriester oder auch Wember, (Amharisch für „Stuhl“ oder aber auch „Vorsitz“). Der Wember ist hoch geachtet und wird als Oberhaupt aller Kemant angesehen.
Zur religiösen Observanz zählt das wortgetreue Einhalten des elften Kapitels des Buches Levitikus (siehe koscher). Ebenso wie im Judentum können selbst reine Tiere nur dann verzehrt werden, wenn sie regelkonform geschlachtet wurden (siehe Schächten). Zu den weiteren Gebräuchen zählen Tieropfer und die Pflege heiliger Haine, die degegna genannt werden.
Der Gottesdienst der Kemant findet im Freien statt, oft in der Nähe eines heiligen Baums (gole), wobei sich die Teilnehmer in verschiedenfarbige Stoffstreifen hüllen. Dieser Brauch stellt offenbar die Nachahmung einer biblischen Tradition dar, siehe: Gen 21,33  und 2 Kön 23,7 . Die Kemant begehen den Sabbat, an welchem es unter anderem verboten ist, ein Feuer zu entfachen. Es ist unbekannt, ob und inwieweit weitere Sabbat-Gebote wie im Judentum befolgt werden.
Der Name für Gott ist Yeadara, welcher als allgegenwärtig angesehen wird. Die Kemant verehren auch Engel. Am meisten geachtet wird Jakaranti, gefolgt von Mezgani und Anzatatera. Weitere Engel sind Kiberwa, Aderaiki und Shemani.

## Geschichte
Mangels einer schriftlich festgehaltenen Geschichte sind die Ursprünge der Kemant unbekannt. Einer mündlichen Überlieferung zufolge war der Gründer der Kemant ein Mann namens Anayer. Anayer gilt als Enkel des Kanaan, Sohn des Ham, Sohn des Noach. Nach einer siebenjährigen Hungersnot in seinem Land soll er sich in Äthiopien in der Nähe des Tanasees niedergelassen haben. Auf seiner Reise mit Frau und Kindern traf er den Gründer der Beta Israel, welcher auf dem gleichen Weg war. Laut Wember Muluna Marsha stammten sie aus demselben Land, welches sie Kanaan nannten. Zwischen den beiden Gruppen oder ihren Gründern war eine Heirat geplant, zu der es jedoch nie kam.

## Endnoten
1. ↑  Gamst 1969
2. ↑  Zelealem 2003